# Reutersbergs hästhage
Reutersbergs hästhage är ett naturreservat i Kungsörs kommun i Västmanlands län.
Området är naturskyddat sedan 1966 och är 9 hektar stort. Reservatet består av betad hage med stora, gamla ekar.